# Architecture coloniale brésilienne

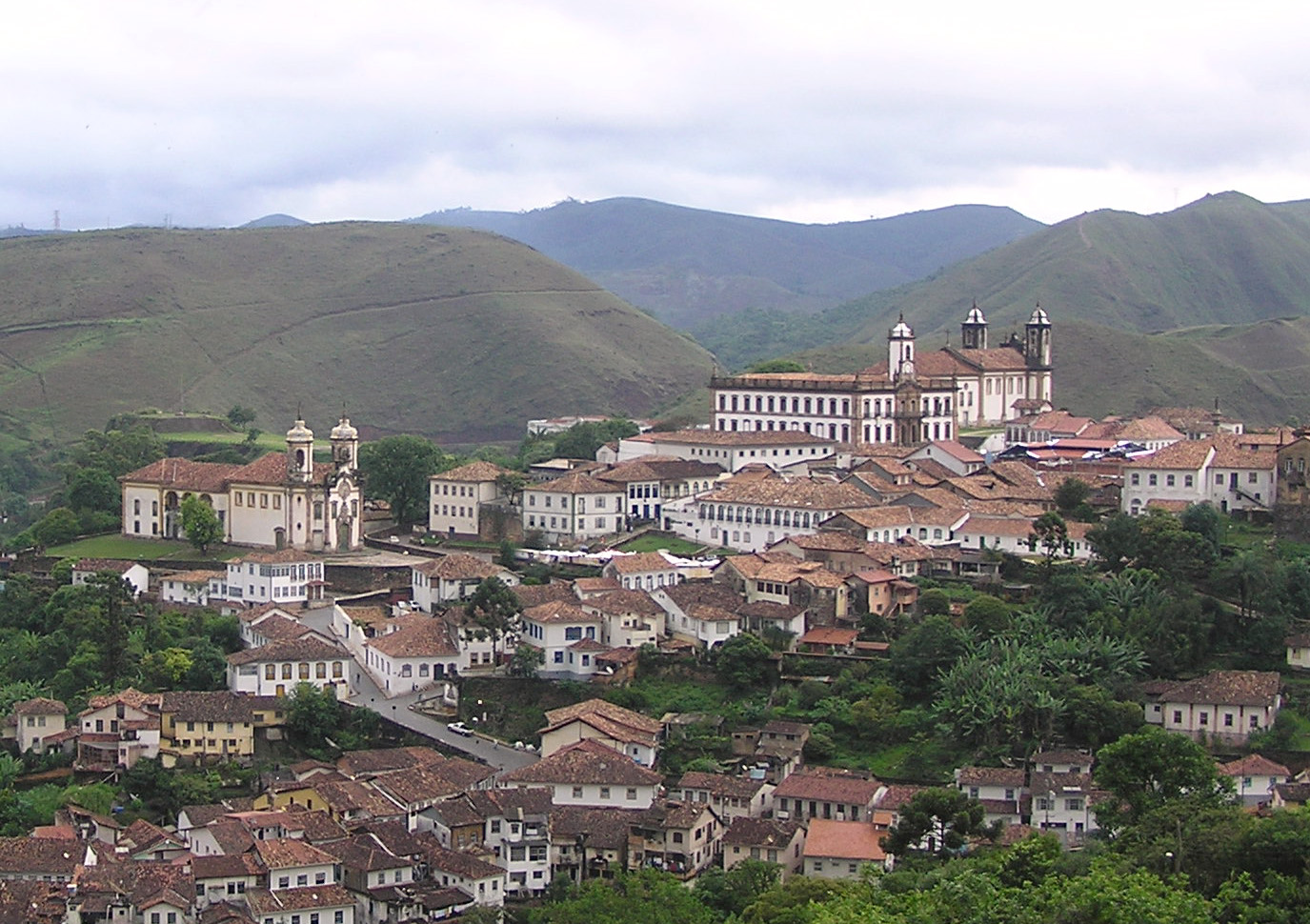
Configuration coloniale du centre historique d'Ouro Preto.

Au Brésil, l'architecture coloniale est définie comme l'architecture réalisée sur l'actuel territoire brésilien entre 1500, année de la découverte par les Portugais, jusqu'à l'indépendance, en 1822.

## Histoire
Pendant la période coloniale, les colonisateurs ont importé les courants stylistiques d'Europe dans la colonie, en les adaptant aux conditions matérielles et socio-économiques locales. On trouve au Brésil des bâtiments coloniaux présentant des traits architecturaux de la Renaissance, du maniérisme, du baroque, du rococo et du néoclassicisme, mais la transition entre les styles s'est faite progressivement au fil des siècles et la classification des périodes et des styles artistiques du Brésil colonial fait l'objet de débats entre spécialistes.
L'importance de l'héritage architectural et artistique colonial au Brésil est attestée par les ensembles et monuments de cette origine qui ont été déclarés sites du patrimoine mondial par l'UNESCO. Il s'agit des centres historiques de Salvador de Bahia, d'Ouro Preto, d'Olinda, de São Luís do Maranhão, de Diamantina, de Goiás Velho, des ruines des missions jésuites guarani à São Miguel das Missões, du sanctuaire de Bom Jesus de Matosinhos à Congonhas et de la place São Francisco à São Cristóvão. Il y a aussi les centres historiques qui, bien que non reconnus comme patrimoine mondial, conservent d'importants monuments de l'époque, comme Recife, Rio de Janeiro et Mariana. Dans le cas de Recife en particulier, la démolition et la déqualification de la plupart des bâtiments historiques et le plan urbain colonial ont été déterminants pour la non-reconnaissance.